# Peter and Gordon
Peter and Gordon – brytyjski pop rockowy duet wokalno-instrumentalny działający w połowie lat 60. XX wieku, który tworzyli Peter Asher i Gordon Waller. Pierwszy przebój A World Without Love duet nagrał w 1964 roku. Zaliczali się do zespołów tzw. brytyjskiej inwazji.

## Historia
Peter Asher (ur. 1944) i Waller Gordon (ur. 1945, zm. 2009) byli synami lekarzy, poznali się w szkole Westminster Boys. Zadebiutowali jako duet w Piccadilly Club w Londynie, po czym podpisali kontrakt nagraniowy. Obaj śpiewali i grali na gitarach i banjo. Duży wpływ na ich karierę miały oryginalne kompozycje Paula McCartneya z zespołu The Beatles, który był przez dłuższy czas związany z siostrą Petera Jane Asher i przekazywał duetowi swoje utwory, nie nagrywane przez The Beatles. Wśród nich był pierwszy i zarazem największy przebój grupy A World Without Love (pierwsze miejsce na listach przebojów w Wielkiej Brytanii i USA w 1964 r.), a także Nobody I Know, I Don't Want To See You Again i Woman (napisana przez McCartneya pod pseudonimem Bernard Webb). Ponadto, duet nagrywał własne wersje utworów innych wykonawców, w tym amerykańskich z lat 50. jak True Love Ways Buddy'ego Holly. 
Ostatnimi przebojami z lat 1966-1967 były Lady Godiva, Knight In Rusty Armour, Sunday for Tea. W 1967 roku duet zakończył działalność. 
W sierpniu 2005 Peter i Gordon ponownie zagrali razem, na koncertach dobroczynnych na rzecz Mike'a Smitha z The Dave Clark Five w Nowym Jorku. W dalszych latach duet występował jeszcze na różnych koncertach aż do śmierci Gordona Wallera 17 lipca 2009.

## Dyskografia

### Albumy
- Peter and Gordon (1964)
- A World Without Love (1964)
- In Touch With Peter and Gordon (1964)
- I Don't Want to See You Again  (1965)
- I Go to Pieces  (1965)
- True Love Ways  (1965)
- Hurtin' 'N' Lovin'  (1965)
- The Hits of Nashville  (1966)
- Woman   (1966)
- Somewhere (1966)
- Lady Godiva  (1967)
- A Knight in Rusty Armor  (1967)
- In London for Tea   (1967)
- Hot, Cold And Custard  (1968)

### Kompilacje
- Peter and Gordon's Greatest Hits (1966)
- The Best of Peter and Gordon (1983)
- Hits and More (1986)